# Elrabonia cavifrons
Elrabonia cavifrons är en insektsart som beskrevs av Rauno E. Linnavuori 1959. Elrabonia cavifrons ingår i släktet Elrabonia och familjen dvärgstritar. Inga underarter finns listade i Catalogue of Life.